# Anne Frank Remembered
Anne Frank Remembered is een met een Oscar beloonde Amerikaans-Brits-Nederlandse documentaire uit 1995 van regisseur Jon Blair. De rolprent ging op 8 juni 1995 in première.

## Inhoud
Anne Frank Remembered is een gedetailleerde documentaire over het leven van Anne Frank, zoals door haar zelf beschreven in haar dagboek tijdens de bezetting door de nazi's, totdat ze opgepakt werd. Aandacht is er verder voor een interview met haar vader Otto Frank, een filmpje uit 1941 met beelden van Anne, een interview met de zoon van mede-onderduiker Fritz Pfeffer: Peter Pepper, Annes vriendin in het concentratiekamp Hanneli Goslar en helpster dagboekbewaarder Miep Gies. Daarnaast komen nog vele andere getuigen aan het woord die Anne Frank en haar familie gekend hebben. De documentaire werd gemaakt in samenwerking met het Anne Frank Huis.
De volledige versie van Anne Frank Remembered duurt 122 minuten. Acteur Kenneth Branagh verzorgt de voice-over. Actrice Glenn Close leest de stukken uit het dagboek voor.

## Ooggetuigen/geïnterviewden
- Hanneli Goslar
- Miep Gies
- Janny Brandes-Brilslijper
- Rose De Liema
- Sal De Liema
- Buddy Elias
- Bloeme Evers
- Frieda Menco
- Werner Peter Pfeffer
- Rachel Van Amerongen-Frankfoorder
- Jacqueline van Maarsen
- Hans Wijnberg
- Otto Frank (archiefbeeld)

## Prijzen
- Academy Award voor Beste Documentaire
- Wisselzak Trofee - International Documentary Filmfestival Amsterdam (IDFA)
- BSFC Award - Boston Society of Film Critics Awards
- Best Documentary Feature - Hamptons International Film
- IDA Award - International Documentary Association
- Emmy Award - International Emmy Awards

## Dvd
Anne Frank Remembered kwam op 9 maart 2004 in de Verenigde Staten op dvd uit.